# Zbiornik wodny Slezská Harta
Zbiornik wodny Slezská Harta (czes. Vodní nádrž Slezská Harta) – zbiornik zaporowy na Morawicy w Czechach (kraj morawsko-śląski), zlokalizowany na południowy wschód od Bruntala i północny zachód od zbiornika Kružberk.

## Historia
Budowa obiektu została przeprowadzona z uwagi na potrzebę wzmocnienia retencji, na potrzeby której niewystarczający był zbiornik Kružberk. Stopniowo rozszerzono funkcje projektowanego akwenu o cele wodociągowe oraz poprawę przepływów w Morawicy, Opawie i Odrze, a także wzmocnienie możliwości poboru wód dla przemysłu i celów energetycznych. Budowę rozpoczęto w 1987, a zakończono w 1997. Napełnianie zbiornika rozpoczęto na początku 1996, a zakończono w 1998.

## Charakterystyka
Kamienna zapora z uszczelnieniem gliniastym, dwustopniowym filtrem i strefą przejściową utrzymuje łącznie 2528 tys. m³ wody. Podłoże uszczelnione jest sitem iniekcyjnym do głębokości od 10 do 55 metrów. Budynki obsługi usytuowane są na lewym brzegu. Obiekt wlotowo-poborowy składa się z wieży, a pobór wody surowej możliwy jest z czterech poziomów. Budowla obejmuje elektrownię wodną z dwiema turbinami Francisa o mocy 2,75 i 0,4 MW.

## Parametry
Parametry zbiornika:
- powierzchnia zlewni zbiornika: 464,1 km²,
- długość zapory w koronie: 540,0 m,
- maksymalna wysokość zapory: 64,8 m,
- całkowita objętość zbiornika: 218,7 mln m³,
- stan letni: 182,0 mln m³,
- stan zimowy: 186,2 mln m³,
- długość: 9,0 km,
- dolina Morawicy: 13 km,
- dolina Czarnego Potoku: 3,5 km,
- szerokość: 1,7 km,
- powierzchnia zalana: 870 ha,
- gwarantowany wypływ: 3,95 m³/s[2].

## Galeria

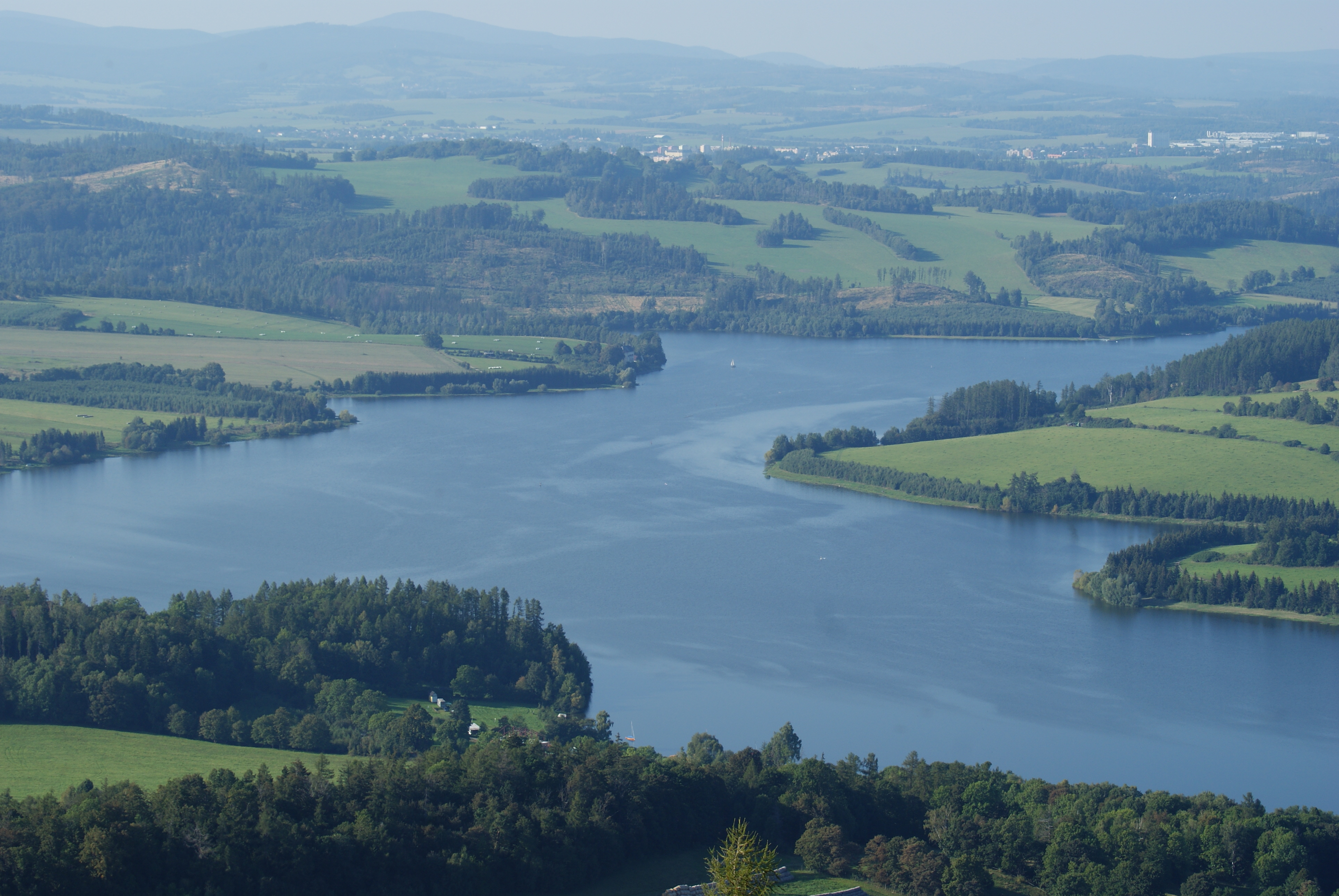
Widok z lotu ptaka
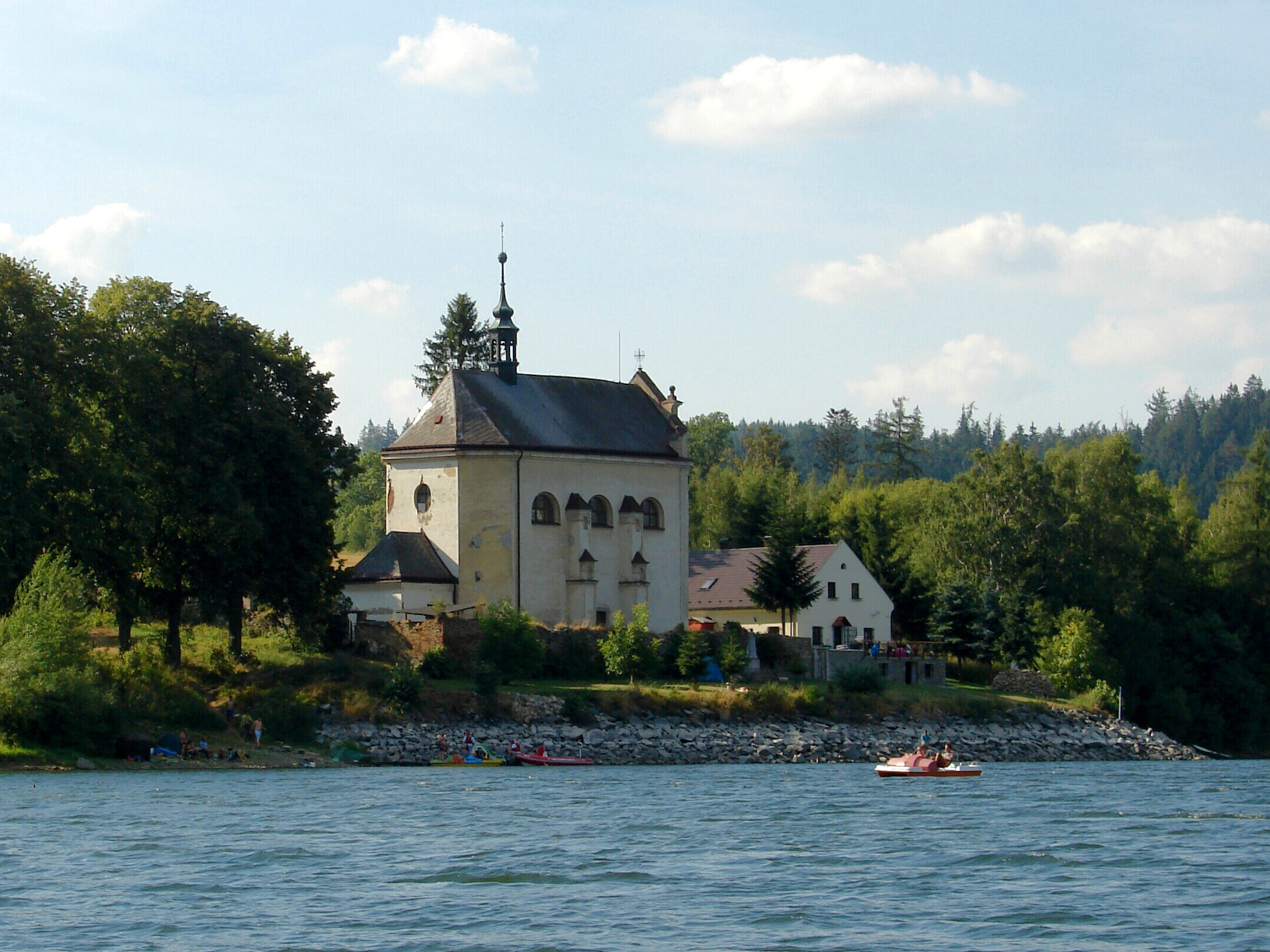
Kościół w Karlovcu
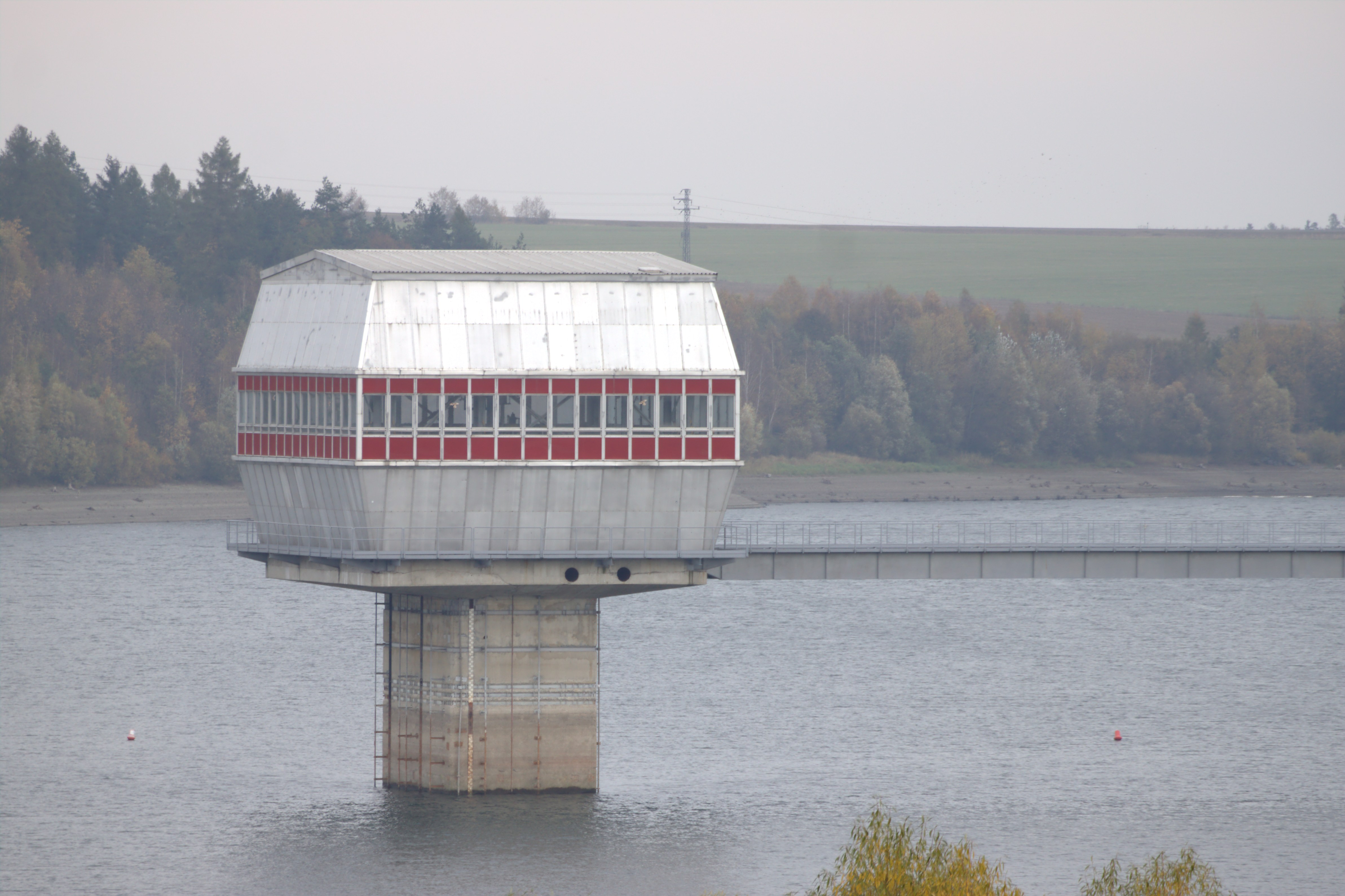
Centrum kontrolne zapory